# Йожеф Міндсенті
Йожеф Міндсенті (угор. József Mindszenty, ім'я при народженні Йожеф Пегм (угор. Pehm József); 29 березня 1892, Чехіміндсент (сучасне медьє Ваш), Австро-Угорщина — 6 травня  1975, Відень, Австрія) — угорський кардинал. Архієпископ Естергома і примас Угорщини. Кардинал-священик з 18 лютого 1946 року, з титулом церкви Санто-Стефано-Ротондо з 22 лютого 1946. Активний діяч Угорської революції 1956 року.

## Біографія
Йожеф Пехм народився в 1892 році в селі Чехіміндсент (сучасне медьє Ваш), в сім'ї небагатих дунайсько-швабських селян. Після закінчення школи вступив у семінарію міста Сомбатхей. Після закінчення семінарії 12 червня 1915 року висвячений на священика. У 1917 році була опублікована його перша книга. У період комуністичної диктатури Бели Куна у 1919 році його кинули у в'язницю. Після приходу до влади Міклоша Горті був випущений на свободу і працював парохом у Залаегерсезі. В 1941 році прийняв нове прізвище — Міндсенті, утворене від назви рідного села. 25 березня 1944 року Йожеф Міндсенті був зведений у єпископи і призначений єпископом Веспрема.
31 жовтня 1944 року опублікував декларацію із закликом, спрямованим проти фашистського уряду Ференца Салаші, за що був кинутий у в'язницю і звільнений лише після закінчення війни в 1945 році.

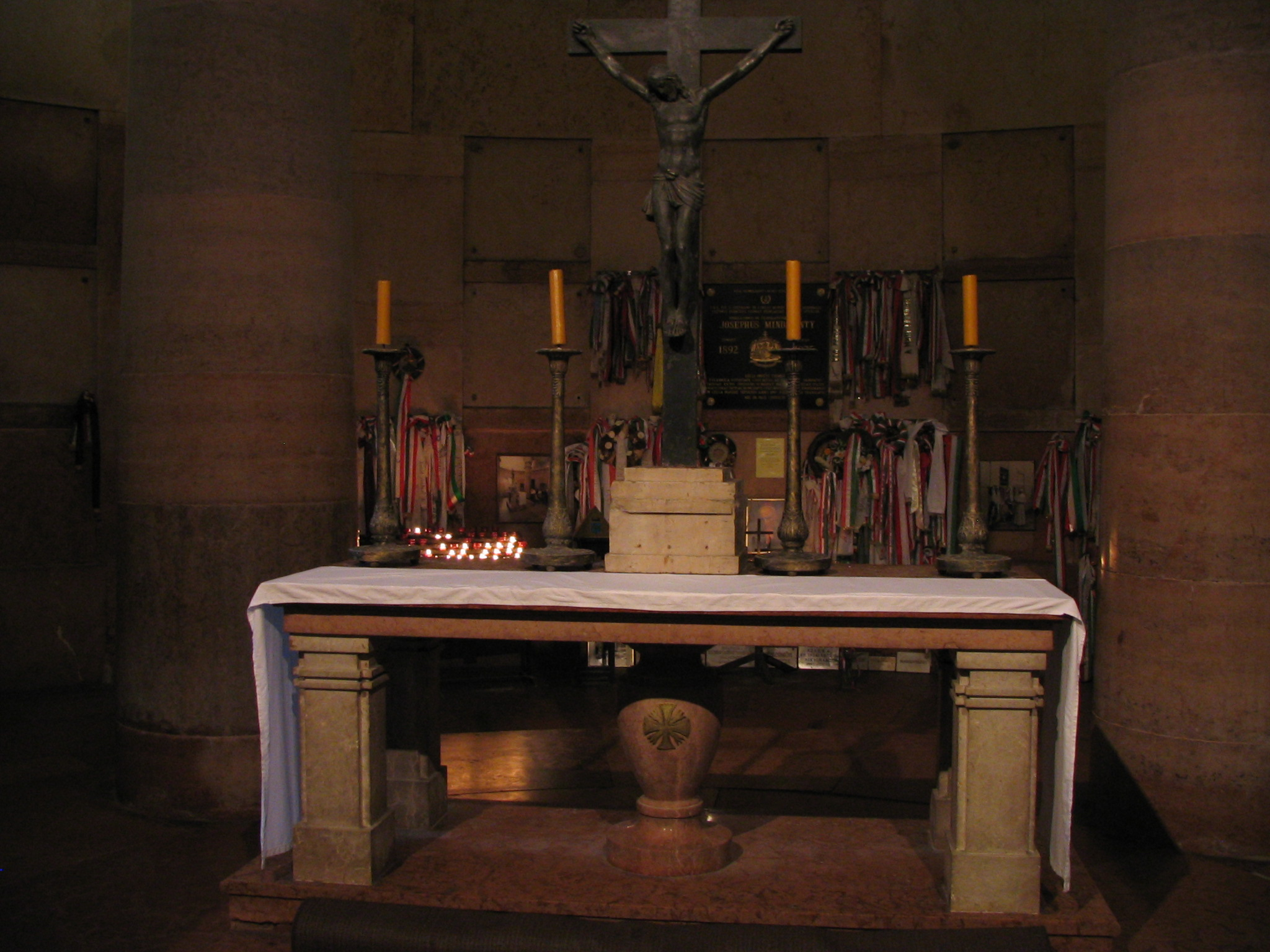
Могила кардинала Міндсенті в крипті Естергомської базиліки

16 вересня 1945 року папою Пієм XII Міндсенті був зведений в статус архієпископа Естергома і примаса Угорщини, а через півроку він став кардиналом-священиком з титулом церкви Санто-Стефано-Ротондо. Після приходу до влади в країні комуністичних сил кардинал Міндсенті зосередив свою діяльність на захисті Католицької церкви в країні, так 23 травня 1948 року він опублікував протест проти націоналізації католицьких шкіл. Активна діяльність кардинала викликала ненависть до нього з боку комуністів, 26 грудня 1948 року він був знову заарештований, в лютому 1949 року на сфабрикованому процесі був визнаний винним у зраді та шпигунстві й засуджений до довічного ув'язнення.
Після початку Угорської революції 1956 року уряд Імре Надя звільнив кардинала Міндсенті з ув'язнення. 3 листопада Міндсенті виступив по радіо з закликом до нейтралітету Угорщини і свободи совісті. Після придушення повстання радянськими військами Міндсенті сховався в американському посольстві в Будапешті, де жив протягом майже 15 років.
Дипломатичні переговори, початі папою Павлом VI, дозволили кардиналові Міндсенті в 1971 році, нарешті, покинути прокомуністичну Угорщину і переїхати у Відень. 6 лютого 1974 року Йожеф Міндсенті оголосив про свій відхід з поста архієпископа Естергома і примаса Угорщини, однак наступник не був призначений, кафедра була оголошена вакантною. Лише після смерті кардинала Міндсенті папа призначив на Естергомську кафедру архієпископа Ласло Лекая.

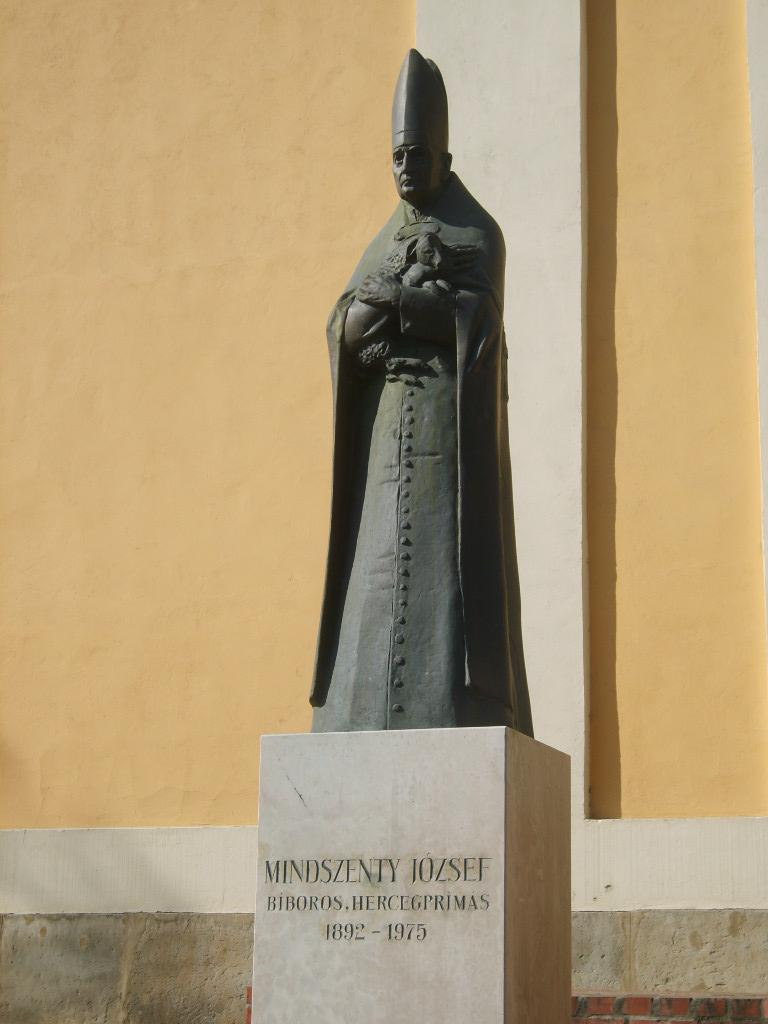
Пам'ятник Йожефу Міндсенті в Залаегерсезі.

Йожеф Міндсенті помер 6 травня 1975 року. За життя він багато разів заявляв, що переїде до Угорщини тільки тоді, коли її покинуть радянські солдати і вона стане вільною. 4 травня 1991 року останки кардинала Міндсенті були урочисто перепоховані в крипті базиліки святого Адальберта в Естергомі.
Йожеф Міндсенті оголошений Слугою Божим, розпочато процес його беатифікації. У сучасній Угорщині вважається національним героєм, на його честь названо багато вулиць і площ в угорських містах, поставлений ряд пам'ятників.